# 長富宮飯店
ホテルニューオータニ長富宮（‐チャンフーゴン、英名：HOTEL NEW OTANI CHANG FU GONG、 中国名:長富宮飯店）は、中華人民共和国北京市長富宮センターにある5つ星ランクのホテルでニューオータニが運営している。

## 概要
- “長富宮”という名称は、日中両国のシンボル的な存在である「富士山」と「万里の長城」とから名付けられた。長富宮中心有限責任公司は、北京市首都旅遊集団公司と日本企業47社の共同出資で創立された。
  - ホテルニューオータニ長富宮（長富宮飯店）
    - 25階（460室）

  - 長富宮オフィス
    - 構造：鉄筋コンクリート、地下2階.地上8階
    - 延べ床面積：約12,000 ㎡
    - 建築面積：13,473.62 ㎡
    - 賃貸面積：8,670 ㎡

  - 長富宮マンション
    - 18階（全117戸）
    - スーパーマーケット（日系）

## ロケーション
- 長安街と2環路が交差する地点に位置して、CBD中央商務区（中央ビジネス区）、王府井商業区、大使館区、人民大会堂に隣接し、天安門広場までは3.5km。
  - 住所 26 JIANGUOMENWAI AVENUE BEIJING 100022 CHINA

## アクセス
- 北京駅までは1.5km、北京首都国際空港までは23.5km車で約40分。北京地下鉄建国門駅には徒歩5分。

## 施設
- 客室（460室）
- 有線LAN（全室）・温水洗浄便座（全室）
- 24時間ルームサービス
- 中国料理「牡丹苑」（広東料理：148席、個室5室）
- 日本料理「櫻」（143席、個室6室、鉄板焼きコーナー12席）
- 西洋料理「ザ⋅グリル」
- コーヒーショップ「オーキッドテラス」
- ラウンジ「オアシスラウンジ」
- バー「シルクロード」
- 芙蓉の間（大宴会場600名収容）
- 南側 多目的ホール（3室）
- ブライダル
- フィットネスクラブ
- ツアーデスク（JTB・近畿日本ツーリスト・熊猫（パンダ）旅行社・全日空ワールド）
- ドコモサポートデスク（3階JTBツアーデスク内）
- 外貨両替・ATM
- DHL・郵便
- サービスセンター
- ショッピングセンター
- フラワーショップ